# Гърбушкото
„Гърбушкото“ (на френски: Le bossu) е приключенски филм от 1959 година, режисьор е Андре Юнебел с участието на Жан Маре и Бурвил, копродукция на Франция и Италия.

## Сюжет
Внимание:  Текстът по-долу разкрива сюжета на произведението (или части от него)!
1701 година. Във Франция на власт е „Кралят слънце“ Луи XIV. Херцога Филип Дьо Невер (Юбер Ноел) е влиятелен и популярен мъж, който е женен за красива жена на име Аврора (Сабине Сеселман). Съпрникът му, Филип Дьо Гонзак (Франсоа Шоме) го мрази достатъчно, за да организира покушение върху него. Херцога и придружаващият го Анри Дьо Лагардер (Жан Маре) са нападнати от убийци, наети от Дьо Гонзак. Обградени, Филип е смъртоносно ранен, а Лагардер успява да спаси неговата незаконна дъщеря и заедно със стария си приятел Паспоал (Бурвил) отвеждат и укриват момиченцето в Испания. Анри се заклева да отмъсти за херцога.
1716 година. Анри Дьо Лагардер се връща във Франция, преоблечен като „Гърбушкото“, опитвайки се по този начин да спечели доверието на приближените до краля велможи за да открие убийците на Филип. Благодарение на своята хитрост, способността си да се превъплъщава и умението да борави с шпагата, Лагардер открива и убива един по един участниците в атентата срещу херцога, достигайки накрая и до самия Дьо Гонзак. Така спасява честта на семейството на момичето, което той е осиновил.

## В ролите
| Изпълнител       | Роля                                 |
| ---------------- | ------------------------------------ |
| Жан Маре         | Анри Дьо Лагардер                    |
| Бурвил           | Паспоал                              |
| Сабине Сеселман  | Аврора Дьо Невер и Изабел Дьо Кейлюс |
| Юбер Ноел        | Филип Дьо Невер                      |
| Франсоа Шоме     | Филип Дьо Гонзак                     |
| Жан Льо Пулен    | мосю Дьо Пейрол                      |
| Полет Дюбо       | медицинската сестра Марта            |
| Жорж Дукинг      | маркиз Дьо Кейлюс                    |
| Едмон Бюшамп     | дон Мигел                            |
| Пол Камбо        | Филип II Орлеански                   |
| Розита Фернандес | Флора                                |

## Награди
- Трето място за наградата Бамби в категорията за най-добър международен актьор на Жан Маре от 1960 година.[2]